# Warkworth (Nouvelle-Zélande)
Pour les articles homonymes, voir Warkworth.
Warkworth (en maori : Puhinui) est une ville de Nouvelle-Zélande située dans la péninsule de Northland, dans la partie nord de la région d'Auckland et de l'île du Nord. Elle est située sur Route nationale 1, à 64 km  au nord d' Auckland et 98 km au sud de Whangarei, Elle est également la vile principale du baie de Mahurangi (en),.
Le district de Warkworth est également connu sous le nom de Kowhai Coast, du nom de l'arbre à Kōwhai (en), espèce endémique de la région. Le festival annuel de Kowhai, qui dure environ une semaine au printemps, est d'ailleurs l'un des plus grands festivals communautaires du pays.
La principale station de communication par satellite de Nouvelle-Zélande est située 5 km au sud de Warkworth.
Depuis 2018, Warkworth est desservie par des bus toutes les heures vers la ligne de bus d'Hibiscus Coast et des bus moins fréquents vers Snells Beach (en), Algies Bay, Matakana, Omaha et Point Wells. Les bus InterCity traversent Warkworth entre Auckland et Kerikeri et les bus Mahu City Express passent deux fois par jour vers Auckland.